# 애국가 유성기 음반
애국가 유성기 음반(愛國歌 留聲機 音盤)은 독립기념관에 있는 일제강점기의 음반이다. 2012년 10월 17일 대한민국의 국가등록문화재 제504호로 지정되었다.

## 개요
『애국가 유성기 음반』은 1942년 미주지역 “대한인국민회”가 제작한 음반으로, ‘구애국가’와 안익태 작곡 ‘애국가’, ‘무궁화 삼천리가’ 등 총 3곡이 녹음되어 있다.
앞면에는 애국가의 옛곡조인 ‘Auld Lang Syne’의 선율과 새 곡조인 안익태 작곡 ‘대한국애국가’의 선율에 애국가 가사를 1절에서 2절까지 붙여 녹음했다. 현행 애국가 가사와 비교할 때 보호(보우), 바람이슬(바람서리) 부분이 다르다.
뒷면에 수록된 ‘무궁화 삼천리가’는 작사·작곡 미상에 악보도 알려지지 않았으나, “무궁화 삼천리 내 사랑아…”로 시작하는 무궁화를 찬양하는 노래이다.
광복이전 국내 및 일본지역에서 애국가 음반 발간이 불가능했던 시기에 해외에 살고 있는 동포들에게 보급하기 위해 취입된 역사적 가치가 있는 자료로서, 현재까지 발견된 것으로는 최초의 신구 애국가가 동시에 녹음된 희귀음반이다.

## 같이 보기
- 애국가

## 참고 자료
- 애국가 유성기 음반 - 국가유산청 국가유산포털
- 해당 음반에 실린 애국가